# Железьниця (Лодзинське воєводство)
Железьниця (пол. Żeleźnica) — село в Польщі, у гміні Пшедбуж Радомщанського повіту Лодзинського воєводства.
Населення — 120 осіб (2011).
У 1975-1998 роках село належало до Пйотрковського воєводства.

## Демографія
Демографічна структура станом на 31 березня 2011 року:
|          | Загалом | Допрацездатний вік | Працездатний вік | Постпрацездатний вік |
| -------- | ------- | ------------------ | ---------------- | -------------------- |
| Чоловіки | 67      | 11                 | 51               | 5                    |
| Жінки    | 53      | 7                  | 30               | 16                   |
| Разом    | 120     | 18                 | 81               | 21                   |